# 이범팔
이범팔(李範八, 1866년 3월 8일 ~ 1919년 1월 22일)은 일제 강점기의 조선귀족이다.

## 생애
조선과 대한제국에서 판서와 대신 벼슬을 지냈던 남작 이건하의 맏아들로 출생하였고, 이건하가 1913년 사망하자 남작위를 습작하였다. 《매일신보》에 "天恩浩大"(천은호대, "천황의 은혜가 넓고 크다"는 뜻)라는 휘호를 자필로 써서 게재한 바 있다. 이범팔 사후 그의 작위는 맏아들인 이완종이 또다시 습작했다.
2002년 발표된 친일파 708인 명단, 2008년 민족문제연구소에서 친일인명사전에 수록하기 위해 정리한 친일인명사전 수록예정자 명단, 2006년 친일반민족행위진상규명위원회가 조사 발표한 친일반민족행위 106인 명단에 모두 포함되었다.

## 참고자료
- 친일반민족행위진상규명위원회 (2006년 12월). 〈이범팔〉 (PDF). 《2006년도 조사보고서 II - 친일반민족행위결정이유서》. 서울. 321~324쪽쪽. 발간등록번호 11-1560010-0000002-10. 2007년 10월 8일에 원본 문서 (PDF)에서 보존된 문서. 2007년 6월 17일에 확인함.